# Okres Vyškov
Der Okres Vyškov (Bezirk Wischau) liegt im Osten der Südmährischen Region (Jihomoravský kraj).

## Geographie
Die Fläche beträgt 876 km², davon sind 55 % landwirtschaftlich nutzbar. Etwa 40 % sind bewaldet. In der Region befinden sich 79 Gemeinden, davon fünf Städte.
Der Bezirk befindet sich im Grenzgebiet zweier Gebirgsmassive, der Böhmischen Masse (Český masív) und der Karpaten, deren geologische Grenze die Wischauer Senke (Vyškovský úval) bildet.

## Wirtschaft
In der Industrie sind etwa 30 % der Beschäftigten tätig, sechs Prozent in der Landwirtschaft. Die wichtigsten Branchen sind die Holz- und Metallverarbeitung. Die Arbeitslosenquote liegt mit 8,9 % im Schnitt des Südmährischen Kreises.

## Sehenswürdigkeiten
Der Bezirk ist keine touristische Region, bietet aber den Besuchern doch einige Sehenswürdigkeiten wie
- die romanische Rotunde aus dem 11. Jahrhundert in Pustimerice
- die Schlösser in Výškov, Račice, Ivanovice na Hané, Bučovice und Nesovice.
- das Barock-Schloss Slavkov bei Brno, in dem sich eine Ausstellung zur Dreikaiserschlacht befindet.
- Volksarchitektur findet man in Lysovice, Rostěnice, Kučerov, Ruprechtov und Luleč.
- Technische Denkmäler sind zwei Holländer-Windmühlen in Ruprechtov und Chavalkovice u Bučovic.
- Erholungsgebiete sind die Wasserflächen bei Luleč, Račice-Pístovice und Ruprechtov.

## Städte und Gemeinden
Bohaté Málkovice – Bohdalice-Pavlovice – Bošovice – Brankovice – Březina (TÜP)- Bučovice – Dětkovice – Dobročkovice – Dražovice – Drnovice – Drysice – Habrovany – Heršpice – Hlubočany – Hodějice – Holubice – Hostěrádky-Rešov – Hoštice-Heroltice – Hrušky – Hvězdlice – Chvalkovice – Ivanovice na Hané – Ježkovice – Kobeřice u Brna – Kojátky – Komořany – Kozlany – Kožušice – Krásensko – Křenovice – Křižanovice – Křižanovice u Vyškova – Kučerov – Letonice – Lovčičky – Luleč – Lysovice – Malínky – Medlovice – Milešovice – Milonice – Moravské Málkovice – Mouřínov – Němčany – Nemochovice – Nemojany – Nemotice – Nesovice – Nevojice – Nížkovice – Nové Sady – Olšany – Orlovice – Otnice – Podbřežice – Podivice – Podomí – Prusy-Boškůvky – Pustiměř – Račice-Pístovice – Radslavice – Rašovice – Rostěnice-Zvonovice – Rousínov – Ruprechtov – Rybníček – Slavkov u Brna – Snovídky – Studnice – Šaratice – Švábenice – Topolany – Tučapy – Uhřice – Vážany – Vážany nad Litavou – Velešovice – Vyškov – Zbýšov – Zelená Hora